# Rikken Minseitō

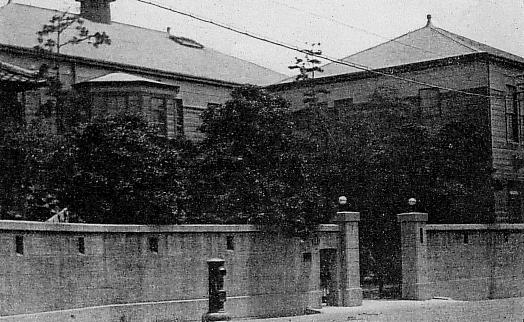
Parteizentrale der Rikken Minseitō um 1930 im Tokioter Stadtbezirk Shiba.

Die Rikken Minseitō (jap. 立憲民政党, dt. etwa „Konstitutionell-Demokratische Partei“), meist zu Minseitō abgekürzt, war eine 1927 gegründete politische Partei in Japan und neben der Rikken Seiyūkai eine von zwei großen Parteien der unmittelbaren Vorkriegszeit und der ersten Kriegsjahre.

## Übersicht
Die Minseitō entstand im Juni 1927 durch den Zusammenschluss des Kenseikai von Wakatsuki Reijirō und der Seiyū Hontō von Tokonami Takejirō. Wakatsukis erstes Kabinett war im April 1927 zurückgetreten, nachdem der Kronrat seine Pläne zur Bankenrettung (Taiwan-Bank) abgelehnt hatte. Sein Nachfolger wurde Tanaka Giichi (Seiyūkai), der sich nicht auf eine Mehrheit im Shūgiin, dem Unterhaus des Reichstages stützen konnte, da das Seiyūkai bei der Wahl 1924 auf 100 Mandate abgestürzt war. Um die Opposition gegen Tanaka zu bündeln, schlossen sich Kenseikai und die Seiyū Hontō, die Tokonami 1924 aus dem Seiyūkai geführt hatte, zusammen. Parteivorsitzender (sōsai) wurde der ehemalige Innen- und Finanzminister Hamaguchi Osachi, Generalsekretär der Abgeordnete Sakurauchi Yukio, Wakatsuki und Tokonami wurden zwei von vier „Beratern“ (komon) im Parteivorstand.
Die Minseitō verstand sich als liberal, stützte sich vor allem auf städtische Wähler und Unterstützung aus der Wirtschaft. Sie verfolgte eine auf Ausgleich ausgerichtete Außenpolitik, die nach Außenminister Shidehara Kijūrō benannte Shidehara-Diplomatie, die im Gegensatz zur aggressiveren „Tanaka-Diplomatie“ stand.
Bei der Unterhauswahl im Februar 1928 wurde das entstandene Zweiparteiensystem bestätigt: Von den 466 Sitzen erhielt das Seiyūkai 218, die Minseitō 216. Im gleichen Jahr geriet Tanaka wegen der Expansionspolitik in China unter Druck und musste 1929 in der Folge des Attentats auf Zhang Zuolin durch die Kantō-Armee zurücktreten. Im Juli 1929 wurde Hamaguchi zum Premierminister ernannt. Bei Neuwahlen im Februar 1930 gewann die Minseitō 273 Sitze und eine klare Mehrheit im Shūgiin. Als Regierungspartei unterstützte die Minseitō die Wiederaufnahme der „Shidehara-Diplomatie“ und ratifizierte 1930 gegen großen innenpolitischen Widerstand den Londoner Flottenvertrag. Wirtschaftspolitisch wirkten sich Hamaguchis Sparpolitik und die Bindung des Yen an den Goldstandard verheerend aus und verstärkten die Auswirkungen der Weltwirtschaftskrise.
1931 trat das Kabinett des nach dem Attentat gesundheitlich angeschlagenen Hamaguchi zurück, Wakatsuki wurde Premierminister, konnte die innenpolitische Lage aber nicht mehr unter Kontrolle bringen. Beginnend mit dem „Mandschurischen Zwischenfall“ entglitt den zivilen Parteipolitikern der Einfluss auf die Geschicke des Landes, und im Dezember 1931 endete die Regierungszeit der Minseitō mit dem Rücktritt Wakatsukis.
Bei der Shūgiin-Wahl 1932 fiel die Minseitō auf 146 Sitze zurück. Und trotz ihrer Unterstützung der „Kabinette der nationalen Einheit“ von Admiral Vizegraf Saitō Makoto und Admiral Okada Keisuke und Kompromissen mit dem Militär schwand ihr Einfluss. Zwar konnte sie unter dem Vorsitz von Machida Chūji (ab 1934 kommissarisch, ab 1935 Vorsitzender) bei den Vorkriegswahlen von 1936 und 1937 wieder stärkste Partei im Unterhaus werden, hatte dem Aufstieg des Militärs aber nichts mehr entgegenzusetzen.
1940 löste sich die Minseitō sich auf und ging im Taisei Yokusankai auf.
Viele Minseitō-Politiker kollaborierten mit dem Taisei Yokusankai, weshalb sie nach Kriegsende 1945 von den Besatzungsbehörden (SCAP/GHQ) mit Ämterverbot belegt wurden. In Anknüpfung an die Minseitō entstand 1945 die Fortschrittspartei Japans, Nihon Shimpotō, unter Machidas Vorsitz, ein indirekter Vorläufer der Liberaldemokratischen Partei.